# 314 Розалія
314 Розалія (314 Rosalia) — астероїд головного поясу, відкритий 1 вересня 1891 року Огюстом Шарлуа у Ніцці.
Тіссеранів параметр щодо Юпітера — 3,146.